# Mistrzostwa Polski w Judo 1981
25. edycja Mistrzostw Polski w judo odbyła się w 1981 roku w Warszawie, gdzie rywalizowali mężczyźni oraz w dniach 26 – 27 października 1981 roku w Gliwicach, gdzie rywalizowały kobiety.

## Medaliści 25 mistrzostw Polski

### Kobiety
| Konkurencja: | Złoto:                | Srebro:              | Brąz:                                 |
| 48 kg        | Wanda Gondek          | Joanna Majdan        | Bożena Szydłowska Krystyna Młoczyńska |
| 52 kg        | Urszula Górniak       | Danuta Pękała        | Elżbieta Racinowska Halina Szmandra   |
| 56 kg        | Magdalena Kolasińska  | Lucyna Kawałek       | Małgorzata Śliwa Regina Błaszczak     |
| 61 kg        | Bogusława Olechnowicz | Dorota Brachmańska   | Bożena Klimkowska Irena Waszkinel     |
| 66 kg        | Jolanta Adamczyk      | Ewa Pencherkiewicz   | Małgorzata Manowska Małgorzata Mendel |
| 72 kg        | Iwona Gregorczyk      | Krystyna Michniewicz | Elżbieta Skoczylas Urszula Adamczyk   |
| +72 kg       | Grażyna Konopka       | Teresa Sczechowska   | Jolanta Kaczmarczyk Krystyna Garncarz |

### mężczyźni
| Konkurencja: | Złoto:                           | Srebro:                           | Brąz:                                           |
| 60 kg        | Andrzej Dziemianiuk              | Janusz Gaczkowski                 | Przemysław Dyczkowski Marek Rybicki             |
| 65 kg        | Janusz Pawłowski Wybrzeże Gdańsk | Zbigniew Zamęcki AZS-AWF Wrocław  | Marian Donat Kazimierz Jarowicz                 |
| 71 kg        | Marian Tałaj Gwardia Koszalin    | Edward Alśnin                     | Andrzej Czermak Wisła Kraków Mieczysław Wasilik |
| 78 kg        | Andrzej Sądej                    | Leszek Korzeniowski               | Andrzej Grzegorek Ryszard Błyszczyk             |
| 86 kg        | Bogusław Hanc                    | Mirosław Rybczonek                | Krzysztof Kurczyna Jerzy Sosnowski              |
| 95 kg        | Zbigniew Bielawski               | Bronisław Saczka                  | Wojciech Dworczyński Wisła Kraków Mirosław Ksok |
| +95 kg       | Wojciech Reszko                  | Dariusz Nowakowski Wisła Kraków   | Bogdan Jędrzejewski Henryk Hamerlik             |
| open         | Zbigniew Bielawski               | Wojciech Dworczyński Wisła Kraków | Krzysztof Kurczyna Henryk Hamerlik              |